# Panguna
Panguna 3500 lakosú település Pápua Új-Guinea Bougainville tartományában. A helység mellett van a  pangunai rézércbánya, amely a világ legnagyobb felszíni fejtésű rézbányája volt 1972 és 1989 között, amikor a termelést felfüggesztették a Bougainville-ben folyó fegyveres felkelés miatt.